# Filene's Department Store
Filene's Department Store es un edificio de grandes almacenes en 426 Washington Street en Downtown Crossing, Boston, Massachusetts. Fue la tienda insignia de la cadena de grandes almacenes Filene, y tras ser renovado, alberga oficinas de Havas y Arnold Worldwide, así como locales de Primark. Es parte de la Millennium Tower. 

## Historia

### Desarrollo y uso

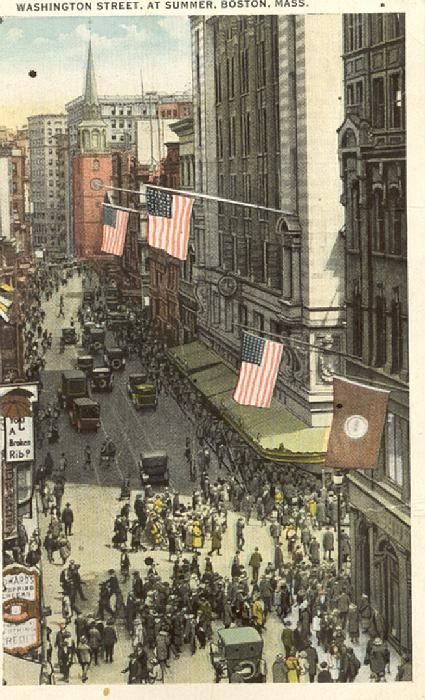
Filene's en una postal de principios del siglo XX

Se completó en 1912 como una nueva ubicación insignia para los grandes almacenes William Filene and Sons, más conocidos como Filene's. En 1929, Filene's lo amplió, convirtiendo toda la manzana alrededor de las calles Washington, Summer, Hawley y Franklin en una tienda por departamentos. Este fue el último gran proyecto del legendario arquitecto de Chicago Daniel Burnham y su único trabajo en Boston. Es ampliamente considerado como uno de los mejores ejemplos de arquitectura Beaux Arts en Boston.
En 1986, fue agregado al Registro Nacional de Lugares Históricos y en 2006, las tiendas de Filene se fusionaron con Macy's eliminando gradualmente el nombre de Filene. En una fusión de tiendas normal, las tiendas antiguas se convierten en tiendas nuevas. Pero esto fue un problema en Boston, porque el edificio Filene's estaba ubicado al otro lado de la calle de otra tienda Macy's. Cuando Filene's cerró, la Comisión de Monumentos Históricos de Boston votó por unanimidad para proteger dos de los edificios históricos que albergaban a Filene's en Boston. Los dos edificios más antiguos fueronprotegidos, incluido el edificio principal de la tienda Filene de 1912 y el antiguo edificio de vendedor de cristalería y porcelana de 1905 en la esquina opuesta. Dos edificios más nuevos, construidos en 1951 y 1973, no estaban protegidos y fueron demolidos en 2008.

### Venta y reforma
Después de que la tienda cerró, el edificio se comercializó y finalmente fue comprado por Vornado Realty Trust de Nueva York, que se asoció con Gale International para una remodelación de 700 millones de $. El proyecto contenía una torre de 39 pisos que incluía un hotel de 280 habitaciones, un restaurante de 125 asientos, 475 000 pies cuadrados (44 128,9 m²) de oficinas, 166 condominios residenciales, 300 000 pies cuadrados (27 870,9 m²) de espacio comercial y un parque adyacente. Aunque el edificio estaba protegido por la Comisión de Monumentos, solo protegía la fachada de los edificios. Esto permitió a los desarrolladores del sitio arrancar el interior del edificio, dejando que el exterior se mantuviera por sí solo. Sin embargo, cuando el proyecto se quedó sin dinero, el sitio quedó completamente destruido y sin paredes debido a las adiciones arrasadas de 1951 y 1973. La ciudad de Boston finalmente revocó el permiso del proyecto y fue adquirido por otro desarrollador, Millennium Partners de Nueva York, cuyos planes incluyeron 135 000 pies cuadrados (12 541,9 m²) de locales comerciales en los pisos inferiores y casi 200 000 pies cuadrados (18 580,6 m²) de espacio de oficinas en los pisos superiores, incluida la restauración de muchos detalles arquitectónicos originales. Por otra parte, también construyó la Millennium Tower al lado, con 450 residencias de lujo y otros 95 000 pies cuadrados (8825,8 m²) de espacio comercial.
La empresa de ropa irlandesa Primark abrió su primera tienda en EE. UU. el 10 de septiembre de 2015, en los primeros cuatro pisos del edificio Burnham restaurado, y el supermercado Roche Bros. ocupa el sótano, con una tienda adicional para llevar a pie de calle en Summer Street. Havas y Arnold Worldwide ocupan los pisos 5-8.